# Ladies Championship Gstaad 2017
Ladies Championship Gstaad 2017 byl profesionální tenisový turnaj ženského okruhu WTA Tour, který se odehrával na otevřených antukových dvorcích areálu Roy Emerson Arena. Probíhal mezi 17. až 23. červencem 2017 ve švýcarské obci Gstaad jako dvacátý pátý ročník turnaje. 
Rozpočet činil 250 000 dolarů a událost se řadila do kategorie WTA International. Nejvýše nasazenou hráčkou ve dvouhře se stala světová dvaadvacítka Caroline Garciaová z Francie, jíž ve druhém kole vyřadila Tereza Martincová. Jako poslední přímá účastnice do dvouhry nastoupila německá 178. hráčka žebříčku Barbara Haasová.
Čtvrtý singlový titul na okruhu WTA Tour vybojovala Nizozemka Kiki Bertensová, která v páru se švédskou hráčkou Johannou Larssonovou ovládla i deblovou soutěž.

## Distribuce bodů a finančních odměn

### Distribuce bodů
| Soutěž  | vítězky | finalistky | semifinalistky | čtvrtfinalistky | 16 v kole | 32 v kole | Q  | Q2 | Q1 |
| ------- | ------- | ---------- | -------------- | --------------- | --------- | --------- | -- | -- | -- |
| dvouhra | 280     | 180        | 110            | 60              | 30        | 1         | 18 | 12 | 1  |
| čtyřhra | 280     | 180        | 110            | 60              | 1         | —         | —  | —  | —  |

### Finanční odměny
| Soutěž  | vítězky | finalistky | semifinalistky | čtvrtfinalistky | 16 v kole | 32 v kole | Q2     | Q1   |
| ------- | ------- | ---------- | -------------- | --------------- | --------- | --------- | ------ | ---- |
| dvouhra | $43 000 | $21 400    | $11 500        | $6 175          | $3 400    | $2 100    | $1 020 | $600 |
| čtyřhra | $12 300 | $6 400     | $3 435         | $1 820          | $960      | —         | —      | —    |

## Ženská dvouhra

### Nasazení
| Stát                            | Hráčka               | WTA | Nasazení |
| ------------------------------- | -------------------- | --- | -------- |
| Francie                         | Caroline Garciaová   | 22. | 1.       |
| Nizozemsko                      | Kiki Bertensová      | 24. | 2.       |
| Estonsko                        | Anett Kontaveitová   | 37. | 3.       |
| Německo                         | Mona Barthelová      | 48. | 4.       |
| Švédsko                         | Johanna Larssonová   | 53. | 5.       |
| Německo                         | Carina Witthöftová   | 65. | 6.       |
| Švýcarsko                       | Viktorija Golubicová | 73. | 7.       |
| Rusko                           | Jevgenija Rodinová   | 80. | 8.       |
| Žebříček WTA k 1. červenci 2017 |                      |     |          |

### Jiné formy účasti
Následující hráčky obdržely divokou kartu do hlavní soutěže:
- Rebeka Masárová
- Amra Sadikovićová
- Patty Schnyderová

Následující hráčky postoupily z kvalifikace:
- Başak Eraydınová
- Anna Kalinská
- Antonia Lottnerová
- Tereza Smitková
- Martina Trevisanová
- Anna Zajová

### Odhlášení
před zahájením turnaje
- Timea Bacsinszká → nahradila ji  Elica Kostovová
- Bethanie Matteková-Sandsová → nahradila ji  Tereza Martincová
- Samantha Stosurová → nahradila ji  Sílvia Solerová Espinosová

### Skrečování
- Sara Sorribesová Tormová (poranění levého zápěstí)[1]

## Ženská čtyřhra

### Nasazení
| Stát                                                                           | Hráčka               | Stát               | Hráčka               | WTA  | Nasazení |
| ------------------------------------------------------------------------------ | -------------------- | ------------------ | -------------------- | ---- | -------- |
| Nizozemsko                                                                     | Kiki Bertensová      | Švédsko            | Johanna Larssonová   | 61.  | 1.       |
| USA                                                                            | Nicole Melicharová   | Spojené království | Anna Smithová        | 107. | 2.       |
| Švýcarsko                                                                      | Viktorija Golubicová | Srbsko             | Nina Stojanovićová   | 152. | 3.       |
| Rusko                                                                          | Irina Chromačovová   | Srbsko             | Aleksandra Krunićová | 163. | 4.       |
| Žebříček WTA k 1. červenci 2017; číslo je součtem umístění obou členek dvojice |                      |                    |                      |      |          |

### Jiné formy účasti
Následující páry obdržely divokou kartu do čtyřhry:
- Ylena In-Albonová /  Conny Perrinová
- Amra Sadikovićová /  Jil Teichmannová

## Přehled finále

### Ženská dvouhra
- Kiki Bertensová vs.  Anett Kontaveitová, 6–4, 3–6, 6–1

### Ženská čtyřhra
- Kiki Bertensová /  Johanna Larssonová vs.  Viktorija Golubicová /  Nina Stojanovićová, 7–6(7–4), 4–6, [10–7]